# Up & Down (Eddy Huntington-dal)
Az Up & Down a brit Eddy Huntington 3. kislemeze az 1986-ban megjelent Bang Bang Baby című albumáról. A dal csupán a német kislemezlistára került fel, ahol a 68. helyig jutott, és négy héten át volt helyezett.

## Megjelenések

### 12" maxi
Németország ZYX Records 5607
- A - Up & Down - 6:33
- B - Up & Down (Instrumental) - 5:00

### 7" kislemez
Svédország Beat Box BB 7127
- A - Up & Down - 3:25
- B - Up & Down (Instrumental) - 3:55